# Isaac Ordonez
Isaac Ordonez, född den 15 april 2009 i Los Angeles, är en amerikansk skådespelare.
Ordonez medverkade i Disneyfilmen Ett veck i tiden där han spelade karaktären Charles Wallace Double. Han har även medverkat i Wednesday där han spelade Pugsley Addams, en av seriens huvudpersoner i den andra säsongen.

## Filmografi (i urval)
- 2018 – Ett veck i tiden
- 2022–2025 – Wednesday (TV-serie)